# Koszmosz–149
A Koszmosz–149 (DSZ-MO) (oroszul: Космос 149) a szovjet Koszmosz műhold-sorozat tagja. Technikai műhold, a 13. meteorológiai műhold technikai próbája.

## Küldetés
A Föld mágneses erőterét kutató és meteorológiai méréseket végző űreszköz. Feladata a felhőzet, a hóréteg és a jégmezők eloszlásának vizsgálata, a földfelület és a felső felhőrétegek hőmérsékletének, a Föld és az atmoszféra hőegyensúlyára jellemző adatok mérése. Modernizált felderítő/mérő eszközök kísérleti programjával további adatokat szolgáltatott a katonai (polgári) Metyeor-rendszer kiépítéséhez.

## Jellemzői
A VNIIEM (oroszul: Всесоюзный научно-исследовательский институт электромеханики (ВНИИ ЭМ) филиал) tervezte, építette. Üzemeltetője a moszkvai (Госкомитет СССР по гидрометеорологии) intézet.
1967. március 21-én a Kapusztyin Jar rakétakísérleti lőtér Majak–2 indítóállásából Koszmosz–2I (63SZ1) típusú hordozórakétával juttatták Föld körüli pályára. Az orbitális egység pályája 89,4 perces, 48,3 fokos hajlásszögű, elliptikus pálya-perigeuma 230 kilométer, apogeuma 264 kilométer volt. Hasznos tömege 375 kilogramm, háromtengelyesen a Földre stabilizált. A sorozat felépítését, szerkezetét, alapvető fedélzeti rendszereit tekintve egységesített, szabványosított tudományos-kutató űreszköz. Áramforrása kémiai, illetve a felületét burkoló napelemek energiahasznosításának kombinációja (földárnyékban puffer-akkumulátorokkal).
Háromcsatornás optikai űreszköz, pályasíkjában a Föld felső légkörének vizsgálatát automatikus program szerint végezte. Az optikai eszközök képalkotását digitális jelekké alakította, tárolta, majd adó pozícióban a földi vevőállomásokra továbbította.  Az elhelyezett műszerek mikrometeorit-állapotvizsgálatot, méréseikkel sugárzási térképet készítettek. Az objektum 1,2 méter átmérővel, 6,5 méter magassággal rendelkezett. Stabilitásának, belső hőmérsékletének, állandóságának köszönhetően nagy pontosságú, értékelhető méréssorozatot tudott végezni. 10-15 kilométer pontossággal határozta meg a Föld felső légkörének helyzetét.
1967. április 7-én 17 napos programját befejezve földi parancsra belépett a légkörbe és megsemmisült.

## Külső hivatkozások
- Koszmosz–149. spacefacts.de. (Hozzáférés: 2013. május 8.)
- Koszmosz–149. lib.cas.cz. [2013. október 13-i dátummal az eredetiből archiválva]. (Hozzáférés: 2013. május 8.)

| Elődje: Koszmosz–148 | Koszmosz-program 1967 | Utódja: Koszmosz–150 |